# Gezinkte Karten
Gezinkte Karten sind Spielkarten, bei denen der Kartenwert einer eigentlich verdeckten Karte durch unauffällige Markierungen für Eingeweihte offenbar wird. Der Ausdruck kommt aus dem Rotwelsch der Landstreicher und fahrenden Handwerker, die durch bestimmte Zeichen (Zinken) Häuser markierten, um den Nachfolgern Informationen über die Bewohner zu geben. US-amerikanische Spieler bezeichnen gezinkte Karten als readers, papers oder doctored decks.
Gezinkte Karten werden in vielen Kartenspielen für betrügerisches Falschspiel verwendet. Aber auch moderne Zauberkünstler benutzen diese Karten, um ihrem Publikum verblüffende Kartentricks zu präsentieren.

## Markierung
Es existieren unzählige Methoden, um Karten zu markieren.
Handelsübliche Karten können auf der Rückseite durch verschiedenste Möglichkeiten gekennzeichnet werden, etwa durch leichte Bleistiftstriche, Kratzer oder bei maschinell hergestellten Karten auch durch leichte Veränderungen des Musters. Bei Karten geringerer Qualität können die Rückseiten unterschiedlich ausfallen, etwa bei unsymmetrischer Zentrierung des Rückenmusters. Die großen US-amerikanischen Kartenproduzenten drucken seit 1830 auch für den Falschspielerbedarf gezinkte Karten. Raffinierter sind die in den 60er Jahren aufgekommenen sogenannten luminous readers, die durch eine bestimmte Farbmarkierung gekennzeichnet sind, bei denen man eine polarisierte oder rotfilternde Brille bzw. Kontaktlinsen benötigt, um die Kartenwerte zu erkennen. Gelegentlich wird auch der 3D-Effekt nutzbar gemacht. Bei diesem Effekt wird durch eine bestimmte Fokussierung der Karte der Kartenwert sichtbar. Im 19. Jahrhundert feilten sich Falschspieler die Fingerkuppen bis auf die unterste Haut ab, um durch kleine Stiche markierte Karten zu erfühlen.

## Strategie
Der Einsatz gezinkter Karten ist dann besonders überzeugend, wenn diese scheinbar nicht vom Falschspieler ins Spiel gebracht wurden. Wird eine Zinkung entdeckt, kann sich der Täter auf diese Weise elegant aus der Affäre ziehen. Oft werden präparierte Karten an Orten, an denen häufig gespielt wird, scheinbar „vergessen“. Eine andere Methode ist es, Wirten durch scheinbare Vertreter günstig Kartenspiele im Großpack zu verkaufen.
Ein dritter Weg besteht darin, interessante Karten im Verlauf einer Partie für die nächsten Runden zu markieren. Möglich ist bei Karten verbreiteter Marken auch der Austausch mit einem präparierten Spiel.
Anders als häufig angenommen dienen gezinkte Karten kaum zum Ausspähen fremder Blätter, sondern verraten vor allem dem Geber, wem er interessante Karten austeilt oder welche Karte auf einem Stapel liegt, bei dem man Karten tauschen kann. Die identifizierte Position einer Karte bietet schon deshalb einen statistisch relevanten Vorteil, weil man sie im Blatt von Mitspielern ausschließen kann.

## Gegenmaßnahmen
Gezinkte Kartenspiele können nicht nur überzeugend lanciert, sondern im Verlauf einer Partie markiert oder eingetauscht werden, sodass man nicht einmal beim Spiel mit eigenen Karten die Gewähr dafür hat, mit sauberen Karten zu spielen. Kein seriöser Spieler, der um nennenswerte Geldbeträge spielt, wird jedoch Einwände erheben, wenn im Laufe des Abends mehrfach ein neues Kartenspiel verlangt wird (das natürlich ebenfalls gezinkt sein kann).
In Casinos werden laufend die Spiele erneuert oder wie beim Bakkarat nur ein einziges Mal benutzt. Eine beschränkte Methode, gezinkte Karten zu identifizieren, besteht im Durchrauschen („Riffeln“) der Karten, bei dem man wie beim Daumenkino Unregelmäßigkeiten entdecken kann. Bei einem professionell markierten Spiel hat man jedoch selbst bei minutenlangem Vergleich auch hier keine Chance, eine Markierung auszumachen. Zudem gibt es reichlich alternative Methoden, Kartenwerte auch ohne markierte Karten auszuspähen.

## Rechtliches
Der Einsatz von gezinkten Karten verwirklicht beim Spiel um Geld den Tatbestand des Betrugs. Herstellung und Verkauf von gezinkten Karten sind zulässig, können jedoch unter Umständen den Vorwurf der Beihilfe zum Betrug begründen.

## Kurioses
- Der Zauberkünstler und Wissenschaftler Jean Eugène Robert-Houdin, der namentlich als erster ein systematisches Buch über Falschspiel schrieb, benötigte in einem Fall über eine Woche, um das Geheimnis eines offensichtlich gezinkten Kartenspiels zu entdecken.
- Der „Reformed Gambler“ Green behauptete im 19. Jahrhundert in seinen Aufklärungsshows, alle Kartenspiele seien gezinkt, was er beweisen konnte – durch einen raffiniert versteckten Spiegel.
- Spielexperte John Scarne übertrieb im Zweiten Weltkrieg die Verbreitung von gezinkten Spielkarten ebenfalls maßlos, was ihm ein sicheres Einkommen mit Falschspieldemonstrationen auf Armeestützpunkten einbrachte.
- New Yorks erster großer Unterweltboss Arnold Rothstein, der u. a. Baseballspiele manipulierte, wurde 1928 im Streit um einen Spielgewinn von dem Würfelspielveranstalter George McManus erschossen, nachdem sich die Karten als gezinkt herausgestellt hatten.
- In den USA bestand bis in die 60er Jahre das Kuriosum, dass zwar der Handel mit gezinkten Karten legal war, nicht jedoch der Versand durch die US-Bundespost wegen der speziellen Postgesetze.